# 満洲国軍
- 満洲国軍
- 滿洲國軍
- 満州国軍

満洲国陸軍五色星章

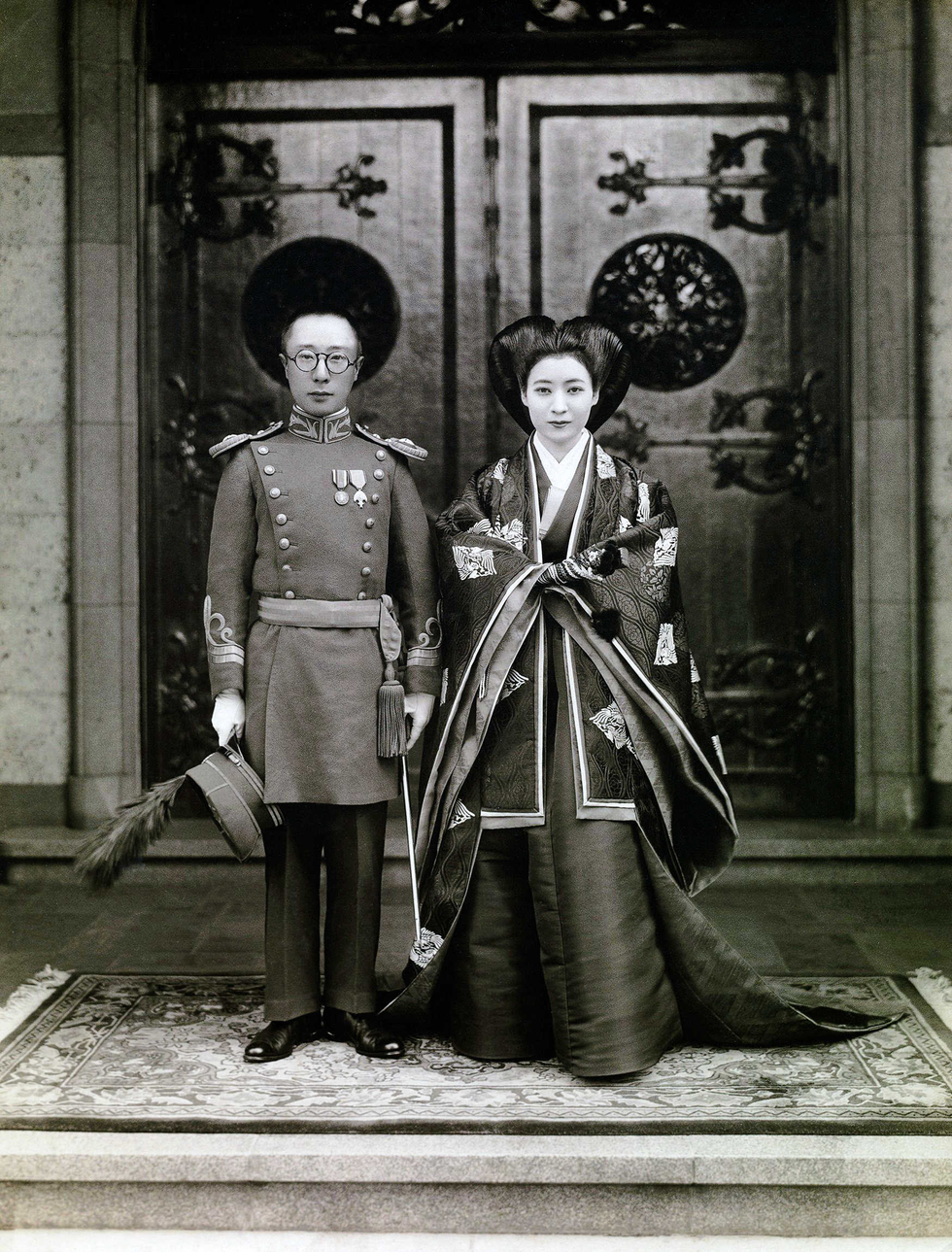
陸軍中尉の正装。愛新覚羅溥傑、1937年（康徳4年＝昭和12年）4月3日。東京・軍人会館（九段会館）にて

満洲国軍（まんしゅうこくぐん）は、満洲国の軍隊である。1932年（大同元年）創設。1945年（康徳12年）解体。
満洲国軍は、陸海軍條例（大同元年4月15日軍令第1号）第1條「陸海軍ハ國内ノ治安竝ニ邊境及江海ノ警備ニ任ズ」と規定されているように、「国内の治安維持」「国境周辺・河川領海の警備」を主任務としており、正規軍というよりは関東軍の後方支援部隊、或いは国境警備隊、沿岸警備隊、治安部隊としての性格が強かった。後年、関東軍の弱体化・ソビエト連邦との開戦の可能性から実質的な国軍化が進められたが、その時を迎えることなく終戦を迎え、解体された。

## 組織
満洲国では、憲法に相当する「政府組織法」（大同元年3月9日教令第1号）第12條「執政ハ陸海空軍ヲ統率ス」及び「陸海軍條例」（大同元年4月15日軍令第1号）第2條「執政ハ陸海軍ヲ統率ス」により、満洲国執政の統率の下に陸軍及び海軍が組織された。
帝制実施後の満洲帝国では、同じく憲法に相当する「組織法」（康徳元年3月1日制定）第11條で「皇帝ハ陸海空軍ヲ統率ス」と定められ、満洲国皇帝の統率の下に陸軍、海軍、飛行隊（空軍）が組織された。

## 軍制

### 指揮系統
各軍（当初は6軍、後に11軍）の長は司令官と称し、警備司令官（陸軍）・艦隊司令官（海軍）共に満洲国執政（皇帝即位後は満洲国皇帝）である溥儀の直接指揮下に置かれた（溥儀は天皇同様、軍を統帥する大元帥の地位にあった）。但し、それはあくまで制度上の話である。日系軍官の異動・昇格人事については、関東軍司令部の承認が必要であり、その他の事項についても、関東軍の指導によるところが多かった。

### 階級
満洲国では士官に相当する軍官の階級を「将」「校」「尉」の三等に分け、さらにそれぞれを三級に分けて三等九級に分けた。
- 上将 - 中将 - 少将（将官：日本軍の将官に相当）
- 上校 - 中校 - 少校（校官：日本軍の佐官に相当）
- 上尉 - 中尉 - 少尉（尉官：日本軍の尉官に相当）

#### 満洲国陸軍

##### 1932年（大同元年）
満洲国では、1932年（大同元年）制定の陸軍官佐士兵等級ニ関スル件（大同元年9月16日軍令第8号）により、満洲国陸軍の階級が定められた。軍官は三等九級制を採り、上等を将官、中等を校官、初等を尉官の三等に分け、各等を上中少の三級に分けた。将官同等官（佐官）は上等第一級を置かず二級とし、校官及び尉官同等官は各三級を置いた。軍士及び兵は勤務の標準により各三等に分け（准尉は除く）、軍士は上士、中士、下士、兵は上等兵、一等兵、二等兵とした。軍用文官は少将を最上級とした。また、将官以外は大日本帝国陸軍と同様、兵科又は各部を冠称した（例：憲兵上校、歩兵中校、騎兵少尉、工兵上士、輜重兵上等兵など）。
| 上等 （将官） | 上将       | 上将       | 上将       | 上将          | 上将       | 上将          | 上将            | 上将          | 上将            | 上将          | 上将       | 上将            | 上将            | 軍需将官 同等官 |            |                 |            | 軍医将官 同等官 |                 |            |      |          |            |          |
| 上等 （将官） | 中将       | 中将       | 中将       | 中将          | 中将       | 中将          | 中将            | 中将          | 中将            | 中将          | 中将       | 中将            | 中将            | 軍需将官 同等官 | 軍需総監   | 軍医総監        |            | 軍医将官 同等官 |                 |            |      |          |            |          |
| 上等 （将官） | 少将       | 少将       | 少将       | 少将          | 少将       | 少将          | 少将            | 少将          | 少将            | 少将          | 少将       | 少将            | 少将            | 軍需将官 同等官 | 軍需監     | 軍医監          |            | 軍医将官 同等官 |                 |            |      |          |            |          |
| 中等 （校官） | 憲兵上校   | 歩兵上校   | 騎兵上校   |               | 砲兵上校   |               |                 |               |                 |               | 工兵上校   | 輜重兵上校      |                 | 軍需校官 同等官 | 一等軍需正 | 軍医校官 同等官 | 一等軍医正 | 一等司薬正      | 獣医校官 同等官 | 一等獣医正 |      |          |            |          |
| 中等 （校官） | 憲兵中校   | 歩兵中校   | 騎兵中校   | 砲兵中校      | 工兵中校   | 輜重兵中校    | 二等軍需正      | 二等軍医正    | 二等司薬正      | 二等獣医正    |            |                 |                 | 軍需校官 同等官 |            | 軍医校官 同等官 |            |                 | 獣医校官 同等官 |            |      |          |            |          |
| 中等 （校官） | 憲兵少校   | 歩兵少校   | 騎兵少校   | 砲兵少校      | 工兵少校   | 輜重兵少校    | 三等軍需正      | 三等軍医正    | 三等司薬正      | 三等獣医正    |            |                 |                 | 軍需校官 同等官 |            | 軍医校官 同等官 |            |                 | 獣医校官 同等官 |            |      |          |            |          |
| 初等 （尉官） | 憲兵上尉   | 歩兵上尉   | 騎兵上尉   | 砲兵上尉      | 工兵上尉   | 輜重兵上尉    | 軍需尉官 同等官 | 一等軍需      | 軍医尉官 同等官 | 一等軍医      | 一等司薬   | 獣医尉官 同等官 | 一等獣医        | 軍楽尉官 同等官 | 一等軍楽   |                 |            |                 |                 |            |      |          |            |          |
| 初等 （尉官） | 憲兵中尉   | 歩兵中尉   | 騎兵中尉   | 砲兵中尉      | 工兵中尉   | 輜重兵中尉    | 軍需尉官 同等官 | 二等軍需      | 軍医尉官 同等官 | 二等軍医      | 二等司薬   | 獣医尉官 同等官 | 二等獣医        | 軍楽尉官 同等官 | 二等軍楽   |                 |            |                 |                 |            |      |          |            |          |
| 初等 （尉官） | 憲兵少尉   | 歩兵少尉   | 騎兵少尉   | 砲兵少尉      | 工兵少尉   | 輜重兵少尉    | 軍需尉官 同等官 | 三等軍需      | 軍医尉官 同等官 | 三等軍医      | 三等司薬   | 獣医尉官 同等官 | 三等獣医        | 軍楽尉官 同等官 | 三等軍楽   |                 |            |                 |                 |            |      |          |            |          |
| 准尉官        | 憲兵准尉   | 歩兵准尉   | 騎兵准尉   | 砲兵准尉      | 工兵准尉   | 輜重兵准尉    | 准尉 同等官     |               | 准尉 同等官     | 看護准尉      |            | 准尉 同等官     | 獣医准尉        |                 |            |                 |            |                 |                 |            |      |          |            |          |
| 准尉官        | 憲兵准尉   | 歩兵准尉   | 騎兵准尉   | 砲兵工長      | 工兵准尉   | 輜重兵准尉    | 准尉 同等官     |               | 准尉 同等官     | 看護准尉      |            | 准尉 同等官     | 獣医准尉        |                 |            |                 |            |                 |                 |            |      |          |            |          |
| 軍士          | 憲兵上士   | 歩兵上士   | 騎兵上士   | 騎兵掌工 上士 | 砲兵上士   | 砲兵掌工 上士 | 砲兵鞍工 上士   | 砲兵槍工 上士 | 砲兵木工 上士   | 砲兵鍛工 上士 | 工兵上士   | 輜重兵上士      | 輜重兵 掌工上士 | 軍士            | 軍需上士   | 縫工上士        | 靴工上士   | 軍士            | 看護上士        |            | 軍士 | 獣医上士 | 軍士       | 軍楽上士 |
| 軍士          | 憲兵中士   | 歩兵中士   | 騎兵中士   | 騎兵掌工 中士 | 砲兵中士   | 砲兵掌工 中士 | 砲兵鞍工 中士   | 砲兵槍工 中士 | 砲兵木工 中士   | 砲兵鍛工 中士 | 工兵中士   | 輜重兵中士      | 輜重兵 掌工中士 | 軍士            | 軍需中士   | 縫工中士        | 靴工中士   | 軍士            | 看護中士        | 獣医中士   | 軍士 | 軍楽中士 | 軍士       |          |
| 軍士          | 憲兵下士   | 歩兵下士   | 騎兵下士   | 騎兵掌工 下士 | 砲兵下士   | 砲兵掌工 下士 | 砲兵鞍工 下士   | 砲兵槍工 下士 | 砲兵木工 下士   | 砲兵鍛工 下士 | 工兵下士   | 輜重兵下士      | 輜重兵 掌工下士 | 軍士            | 軍需下士   | 縫工下士        | 靴工下士   | 軍士            | 看護下士        | 獣医下士   | 軍士 | 軍楽下士 | 軍士       |          |
| 兵            | 憲兵上等兵 | 歩兵上等兵 | 騎兵上等兵 |               | 砲兵上等兵 | 砲兵上等兵    | 砲兵上等兵      | 砲兵上等兵    | 砲兵上等兵      | 砲兵上等兵    | 工兵上等兵 | 輜重兵 上等兵   |                 | 兵              |            | 上等縫工        | 上等靴工   | 兵              | 上等看護兵      |            |      | 兵       | 軍楽上等兵 |          |
| 兵            |            | 歩兵一等兵 | 騎兵一等兵 |               | 砲兵一等兵 | 砲兵一等兵    | 砲兵一等兵      | 砲兵一等兵    | 砲兵一等兵      | 砲兵一等兵    | 工兵一等兵 | 輜重兵 一等兵   |                 | 兵              |            | 一等縫工        | 一等靴工   | 兵              | 一等看護兵      |            |      | 兵       |            |          |
| 兵            |            | 歩兵二等兵 | 騎兵二等兵 |               | 砲兵二等兵 | 砲兵二等兵    | 砲兵二等兵      | 砲兵二等兵    | 砲兵二等兵      | 砲兵二等兵    | 工兵二等兵 | 輜重兵 二等兵   |                 | 兵              |            | 二等縫工        | 二等靴工   | 兵              | 二等看護兵      |            |      | 兵       |            |          |

##### 1934年（康徳元年）
帝政移行後の1934年（康徳元年）、陸軍武官及兵ノ等級ニ関スル件（康徳元年6月8日勅令第46号）が制定され、陸軍武官及び兵の等級が定められた。階級名に「陸軍」を冠称し、下士の呼称が少士に変更されたほか、騎兵、砲兵、輜重兵、軍需については細分化されていた階級の統合が行われた。また、将官同等官、校官同等官及び尉官同等官の階級名が兵科の階級名と揃えられた。
| 将官   | 上将   | 軍官 | 陸軍上将       | 陸軍上将       | 陸軍上将       | 陸軍上将       | 陸軍上将       | 陸軍上将         | 軍佐 |                |                |                |                |                |              |
| 将官   | 中将   | 軍官 | 陸軍中将       | 陸軍中将       | 陸軍中将       | 陸軍中将       | 陸軍中将       | 陸軍中将         | 軍佐 | 陸軍軍需中将   | 陸軍軍医中将   |                |                |                |              |
| 将官   | 少将   | 軍官 | 陸軍少将       | 陸軍少将       | 陸軍少将       | 陸軍少将       | 陸軍少将       | 陸軍少将         | 軍佐 | 陸軍軍需少将   | 陸軍軍医少将   |                |                |                | 陸軍軍法少将 |
| 校官   | 上校   | 軍官 | 陸軍憲兵上校   | 陸軍歩兵上校   | 陸軍騎兵上校   | 陸軍砲兵上校   | 陸軍工兵上校   | 陸軍輜重兵上校   | 軍佐 | 陸軍軍需上校   | 陸軍軍医上校   | 陸軍司薬上校   | 陸軍獣医上校   |                | 陸軍軍法上校 |
| 校官   | 中校   | 軍官 | 陸軍憲兵中校   | 陸軍歩兵中校   | 陸軍騎兵中校   | 陸軍砲兵中校   | 陸軍工兵中校   | 陸軍輜重兵中校   | 軍佐 | 陸軍軍需中校   | 陸軍軍医中校   | 陸軍司薬中校   | 陸軍獣医中校   |                | 陸軍軍法中校 |
| 校官   | 少校   | 軍官 | 陸軍憲兵少校   | 陸軍歩兵少校   | 陸軍騎兵少校   | 陸軍砲兵少校   | 陸軍工兵少校   | 陸軍輜重兵少校   | 軍佐 | 陸軍軍需少校   | 陸軍軍医少校   | 陸軍司薬少校   | 陸軍獣医少校   |                | 陸軍軍法少校 |
| 尉官   | 上尉   | 軍官 | 陸軍憲兵上尉   | 陸軍歩兵上尉   | 陸軍騎兵上尉   | 陸軍砲兵上尉   | 陸軍工兵上尉   | 陸軍輜重兵上尉   | 軍佐 | 陸軍軍需上尉   | 陸軍軍医上尉   | 陸軍司薬上尉   | 陸軍獣医上尉   | 陸軍軍楽上尉   | 陸軍軍法上尉 |
| 尉官   | 中尉   | 軍官 | 陸軍憲兵中尉   | 陸軍歩兵中尉   | 陸軍騎兵中尉   | 陸軍砲兵中尉   | 陸軍工兵中尉   | 陸軍輜重兵中尉   | 軍佐 | 陸軍軍需中尉   | 陸軍軍医中尉   | 陸軍司薬中尉   | 陸軍獣医中尉   | 陸軍軍楽中尉   | 陸軍軍法中尉 |
| 尉官   | 少尉   | 軍官 | 陸軍憲兵少尉   | 陸軍歩兵少尉   | 陸軍騎兵少尉   | 陸軍砲兵少尉   | 陸軍工兵少尉   | 陸軍輜重兵少尉   | 軍佐 | 陸軍軍需少尉   | 陸軍軍医少尉   | 陸軍司薬少尉   | 陸軍獣医少尉   | 陸軍軍楽少尉   | 陸軍軍法少尉 |
| 准尉官 | 准尉   | 軍士 | 陸軍憲兵准尉   | 陸軍歩兵准尉   | 陸軍騎兵准尉   | 陸軍砲兵准尉   | 陸軍工兵准尉   | 陸軍輜重兵准尉   | 佐士 | 陸軍軍需准尉   | 陸軍看護准尉   | 陸軍司薬准尉   | 陸軍獣医准尉   | 陸軍軍楽准尉   | 陸軍軍法准尉 |
| 下士官 | 上士   | 軍士 | 陸軍憲兵上士   | 陸軍歩兵上士   | 陸軍騎兵上士   | 陸軍砲兵上士   | 陸軍工兵上士   | 陸軍輜重兵上士   | 佐士 | 陸軍軍需上士   | 陸軍看護上士   | 陸軍司薬上士   | 陸軍獣医上士   | 陸軍軍楽上士   | 陸軍軍法上士 |
| 下士官 | 中士   | 軍士 | 陸軍憲兵中士   | 陸軍歩兵中士   | 陸軍騎兵中士   | 陸軍砲兵中士   | 陸軍工兵中士   | 陸軍輜重兵中士   | 佐士 | 陸軍軍需中士   | 陸軍看護中士   | 陸軍司薬中士   | 陸軍獣医中士   | 陸軍軍楽中士   | 陸軍軍法中士 |
| 下士官 | 少士   | 軍士 | 陸軍憲兵少士   | 陸軍歩兵少士   | 陸軍騎兵少士   | 陸軍砲兵少士   | 陸軍工兵少士   | 陸軍輜重兵少士   | 佐士 | 陸軍軍需少士   | 陸軍看護少士   | 陸軍司薬少士   | 陸軍獣医少士   | 陸軍軍楽少士   | 陸軍軍法少士 |
| 兵     | 上等兵 | 兵   | 陸軍憲兵上等兵 | 陸軍歩兵上等兵 | 陸軍騎兵上等兵 | 陸軍砲兵上等兵 | 陸軍工兵上等兵 | 陸軍輜重兵上等兵 | 兵   | 陸軍軍需上等兵 | 陸軍看護上等兵 | 陸軍司薬上等兵 | 陸軍獣医上等兵 | 陸軍軍楽上等兵 |              |
| 兵     | 一等兵 | 兵   |                | 陸軍歩兵一等兵 | 陸軍騎兵一等兵 | 陸軍砲兵一等兵 | 陸軍工兵一等兵 | 陸軍輜重兵一等兵 | 兵   |                | 陸軍看護一等兵 |                |                |                |              |
| 兵     | 二等兵 | 兵   |                | 陸軍歩兵二等兵 | 陸軍騎兵二等兵 | 陸軍砲兵二等兵 | 陸軍工兵二等兵 | 陸軍輜重兵二等兵 | 兵   |                | 陸軍看護二等兵 |                |                |                |              |

##### 1939年（康徳6年）
1939年（康徳6年）の康徳元年勅令第四十六號陸軍武官及兵ノ等級ニ関スル件改正ノ件（康徳6年2月2日勅令第11号）により、全部改正されて「陸軍武官ノ官等及兵ノ等級ニ関スル件」に変更され、江上兵、航空兵の各兵科、技術部が追加されたほか、衛生部、獣務部については階級名の追加・変更が行われた。また、上等兵を上兵、一等兵を中兵、二等兵を少兵と改称した。なお、本改正に伴い、各兵科部の名称が初めて記載されている。
| 兵科部別 | 兵科部別 | 兵科         | 兵科         | 兵科         | 兵科         | 兵科         | 兵科           | 兵科           | 兵科           | 部           | 部           | 部           | 部           | 部           | 部           | 部           | 部           | 部           |
| 兵科部別 | 兵科部別 | 憲兵         | 歩兵         | 騎兵         | 砲兵         | 工兵         | 江上兵         | 航空兵         | 輜重兵         | 軍需部       | 衛生部       | 衛生部       | 衛生部       | 獣務部       | 獣務部       | 技術部       | 軍法部       | 軍楽部       |
| -------- | -------- | ------------ | ------------ | ------------ | ------------ | ------------ | -------------- | -------------- | -------------- | ------------ | ------------ | ------------ | ------------ | ------------ | ------------ | ------------ | ------------ | ------------ |
| 将官     | 上将     | 陸軍上将     | 陸軍上将     | 陸軍上将     | 陸軍上将     | 陸軍上将     | 陸軍上将       | 陸軍上将       | 陸軍上将       |              |              |              |              |              |              |              |              |              |
| 将官     | 中将     | 陸軍中将     | 陸軍中将     | 陸軍中将     | 陸軍中将     | 陸軍中将     | 陸軍中将       | 陸軍中将       | 陸軍中将       | 陸軍軍需中将 | 陸軍軍医中将 | 陸軍司薬中将 |              | 陸軍獣医中将 |              | 陸軍技術中将 | 陸軍軍法中将 |              |
| 将官     | 少将     | 陸軍少将     | 陸軍少将     | 陸軍少将     | 陸軍少将     | 陸軍少将     | 陸軍少将       | 陸軍少将       | 陸軍少将       | 陸軍軍需少将 | 陸軍軍医少将 | 陸軍司薬少将 |              | 陸軍獣医少将 |              | 陸軍技術少将 | 陸軍軍法少将 |              |
| 校官     | 上校     | 陸軍憲兵上校 | 陸軍歩兵上校 | 陸軍騎兵上校 | 陸軍砲兵上校 | 陸軍工兵上校 | 陸軍江上兵上校 | 陸軍航空兵上校 | 陸軍輜重兵上校 | 陸軍軍需上校 | 陸軍軍医上校 | 陸軍司薬上校 |              | 陸軍獣医上校 |              | 陸軍技術上校 | 陸軍軍法上校 |              |
| 校官     | 中校     | 陸軍憲兵中校 | 陸軍歩兵中校 | 陸軍騎兵中校 | 陸軍砲兵中校 | 陸軍工兵中校 | 陸軍江上兵中校 | 陸軍航空兵中校 | 陸軍輜重兵中校 | 陸軍軍需中校 | 陸軍軍医中校 | 陸軍司薬中校 |              | 陸軍獣医中校 |              | 陸軍技術中校 | 陸軍軍法中校 |              |
| 校官     | 少校     | 陸軍憲兵少校 | 陸軍歩兵少校 | 陸軍騎兵少校 | 陸軍砲兵少校 | 陸軍工兵少校 | 陸軍江上兵少校 | 陸軍航空兵少校 | 陸軍輜重兵少校 | 陸軍軍需少校 | 陸軍軍医少校 | 陸軍司薬少校 | 陸軍衛生少校 | 陸軍獣医少校 | 陸軍獣務少校 | 陸軍技術少校 | 陸軍軍法少校 | 陸軍軍楽少校 |
| 尉官     | 上尉     | 陸軍憲兵上尉 | 陸軍歩兵上尉 | 陸軍騎兵上尉 | 陸軍砲兵上尉 | 陸軍工兵上尉 | 陸軍江上兵上尉 | 陸軍航空兵上尉 | 陸軍輜重兵上尉 | 陸軍軍需上尉 | 陸軍軍医上尉 | 陸軍司薬上尉 | 陸軍衛生上尉 | 陸軍獣医上尉 | 陸軍獣務上尉 | 陸軍技術上尉 | 陸軍軍法上尉 | 陸軍軍楽上尉 |
| 尉官     | 中尉     | 陸軍憲兵中尉 | 陸軍歩兵中尉 | 陸軍騎兵中尉 | 陸軍砲兵中尉 | 陸軍工兵中尉 | 陸軍江上兵中尉 | 陸軍航空兵中尉 | 陸軍輜重兵中尉 | 陸軍軍需中尉 | 陸軍軍医中尉 | 陸軍司薬中尉 | 陸軍衛生中尉 | 陸軍獣医中尉 | 陸軍獣務中尉 | 陸軍技術中尉 | 陸軍軍法中尉 | 陸軍軍楽中尉 |
| 尉官     | 少尉     | 陸軍憲兵少尉 | 陸軍歩兵少尉 | 陸軍騎兵少尉 | 陸軍砲兵少尉 | 陸軍工兵少尉 | 陸軍江上兵少尉 | 陸軍航空兵少尉 | 陸軍輜重兵少尉 | 陸軍軍需少尉 | 陸軍軍医少尉 | 陸軍司薬少尉 | 陸軍衛生少尉 | 陸軍獣医少尉 | 陸軍獣務少尉 | 陸軍技術少尉 | 陸軍軍法少尉 | 陸軍軍楽少尉 |
| 准尉官   | 准尉     | 陸軍憲兵准尉 | 陸軍歩兵准尉 | 陸軍騎兵准尉 | 陸軍砲兵准尉 | 陸軍工兵准尉 | 陸軍江上兵准尉 | 陸軍航空兵准尉 | 陸軍輜重兵准尉 | 陸軍軍需准尉 |              | 陸軍療工准尉 | 陸軍衛生准尉 |              | 陸軍獣務准尉 | 陸軍技術准尉 | 陸軍軍法准尉 | 陸軍軍楽准尉 |
| 下士官   | 上士     | 陸軍憲兵上士 | 陸軍歩兵上士 | 陸軍騎兵上士 | 陸軍砲兵上士 | 陸軍工兵上士 | 陸軍江上兵上士 | 陸軍航空兵上士 | 陸軍輜重兵上士 | 陸軍軍需上士 |              | 陸軍療工上士 | 陸軍衛生上士 |              | 陸軍獣務上士 | 陸軍技術上士 | 陸軍軍法上士 | 陸軍軍楽上士 |
| 下士官   | 中士     | 陸軍憲兵中士 | 陸軍歩兵中士 | 陸軍騎兵中士 | 陸軍砲兵中士 | 陸軍工兵中士 | 陸軍江上兵中士 | 陸軍航空兵中士 | 陸軍輜重兵中士 | 陸軍軍需中士 |              | 陸軍療工中士 | 陸軍衛生中士 |              | 陸軍獣務中士 | 陸軍技術中士 | 陸軍軍法中士 | 陸軍軍楽中士 |
| 下士官   | 少士     | 陸軍憲兵少士 | 陸軍歩兵少士 | 陸軍騎兵少士 | 陸軍砲兵少士 | 陸軍工兵少士 | 陸軍江上兵少士 | 陸軍航空兵少士 | 陸軍輜重兵少士 | 陸軍軍需少士 |              | 陸軍療工少士 | 陸軍衛生少士 |              | 陸軍獣務少士 | 陸軍技術少士 | 陸軍軍法少士 | 陸軍軍楽少士 |
| 兵       | 上兵     | 陸軍憲兵上兵 | 陸軍歩兵上兵 | 陸軍騎兵上兵 | 陸軍砲兵上兵 | 陸軍工兵上兵 | 陸軍江上兵上兵 | 陸軍航空兵上兵 | 陸軍輜重兵上兵 | 陸軍軍需上兵 |              | 陸軍療工上兵 | 陸軍衛生上兵 |              | 陸軍獣務上兵 |              |              | 陸軍軍楽上兵 |
| 兵       | 中兵     |              | 陸軍歩兵中兵 | 陸軍騎兵中兵 | 陸軍砲兵中兵 | 陸軍工兵中兵 | 陸軍江上兵中兵 | 陸軍航空兵中兵 | 陸軍輜重兵中兵 | 陸軍軍需中兵 |              |              | 陸軍衛生中兵 |              |              |              |              |              |
| 兵       | 少兵     |              | 陸軍歩兵少兵 | 陸軍騎兵少兵 | 陸軍砲兵少兵 | 陸軍工兵少兵 | 陸軍江上兵少兵 | 陸軍航空兵少兵 | 陸軍輜重兵少兵 | 陸軍軍需少兵 |              |              | 陸軍衛生少兵 |              |              |              |              |              |

##### 1941年（康徳8年）
1941年（康徳8年）の康徳元年勅令第四十六號陸軍武官ノ官等及兵ノ等級ニ関スル件中改正ノ件（康徳8年10月22日勅令第259号）で、憲兵以外の歩兵・騎兵・工兵・江上兵・航空兵・輜重兵の兵科が統合された。
| 兵科部別 | 兵科部別 | 兵科     | 兵科         | 部           | 部           | 部           | 部           | 部           | 部           | 部           | 部           | 部           |
| 兵科部別 | 兵科部別 | 兵科     | 兵科         | 軍需部       | 衛生部       | 衛生部       | 衛生部       | 獣務部       | 獣務部       | 技術部       | 軍法部       | 軍楽部       |
| -------- | -------- | -------- | ------------ | ------------ | ------------ | ------------ | ------------ | ------------ | ------------ | ------------ | ------------ | ------------ |
| 将官     | 上将     | 陸軍上将 | 陸軍上将     |              |              |              |              |              |              |              |              |              |
| 将官     | 中将     | 陸軍中将 | 陸軍中将     | 陸軍軍需中将 | 陸軍軍医中将 | 陸軍司薬中将 |              | 陸軍獣医中将 |              | 陸軍技術中将 | 陸軍軍法中将 |              |
| 将官     | 少将     | 陸軍少将 | 陸軍少将     | 陸軍軍需少将 | 陸軍軍医少将 | 陸軍司薬少将 |              | 陸軍獣医少将 |              | 陸軍技術少将 | 陸軍軍法少将 |              |
| 校官     | 上校     | 陸軍上校 | 陸軍憲兵上校 | 陸軍軍需上校 | 陸軍軍医上校 | 陸軍司薬上校 |              | 陸軍獣医上校 |              | 陸軍技術上校 | 陸軍軍法上校 |              |
| 校官     | 中校     | 陸軍中校 | 陸軍憲兵中校 | 陸軍軍需中校 | 陸軍軍医中校 | 陸軍司薬中校 |              | 陸軍獣医中校 |              | 陸軍技術中校 | 陸軍軍法中校 |              |
| 校官     | 少校     | 陸軍少校 | 陸軍憲兵少校 | 陸軍軍需少校 | 陸軍軍医少校 | 陸軍司薬少校 | 陸軍衛生少校 | 陸軍獣医少校 | 陸軍獣務少校 | 陸軍技術少校 | 陸軍軍法少校 | 陸軍軍楽少校 |
| 尉官     | 上尉     | 陸軍上尉 | 陸軍憲兵上尉 | 陸軍軍需上尉 | 陸軍軍医上尉 | 陸軍司薬上尉 | 陸軍衛生上尉 | 陸軍獣医上尉 | 陸軍獣務上尉 | 陸軍技術上尉 | 陸軍軍法上尉 | 陸軍軍楽上尉 |
| 尉官     | 中尉     | 陸軍中尉 | 陸軍憲兵中尉 | 陸軍軍需中尉 | 陸軍軍医中尉 | 陸軍司薬中尉 | 陸軍衛生中尉 | 陸軍獣医中尉 | 陸軍獣務中尉 | 陸軍技術中尉 | 陸軍軍法中尉 | 陸軍軍楽中尉 |
| 尉官     | 少尉     | 陸軍少尉 | 陸軍憲兵少尉 | 陸軍軍需少尉 | 陸軍軍医少尉 | 陸軍司薬少尉 | 陸軍衛生少尉 | 陸軍獣医少尉 | 陸軍獣務少尉 | 陸軍技術少尉 | 陸軍軍法少尉 | 陸軍軍楽少尉 |
| 准尉官   | 准尉     | 陸軍准尉 | 陸軍憲兵准尉 | 陸軍軍需准尉 |              | 陸軍療工准尉 | 陸軍衛生准尉 |              | 陸軍獣務准尉 | 陸軍技術准尉 | 陸軍軍法准尉 | 陸軍軍楽准尉 |
| 下士官   | 上士     | 陸軍上士 | 陸軍憲兵上士 | 陸軍軍需上士 |              | 陸軍療工上士 | 陸軍衛生上士 |              | 陸軍獣務上士 | 陸軍技術上士 | 陸軍軍法上士 | 陸軍軍楽上士 |
| 下士官   | 中士     | 陸軍中士 | 陸軍憲兵中士 | 陸軍軍需中士 |              | 陸軍療工中士 | 陸軍衛生中士 |              | 陸軍獣務中士 | 陸軍技術中士 | 陸軍軍法中士 | 陸軍軍楽中士 |
| 下士官   | 少士     | 陸軍少士 | 陸軍憲兵少士 | 陸軍軍需少士 |              | 陸軍療工少士 | 陸軍衛生少士 |              | 陸軍獣務少士 | 陸軍技術少士 | 陸軍軍法少士 | 陸軍軍楽少士 |
| 兵       | 上兵     | 陸軍上兵 | 陸軍憲兵上兵 | 陸軍軍需上兵 |              | 陸軍療工上兵 | 陸軍衛生上兵 |              | 陸軍獣務上兵 |              |              | 陸軍軍楽上兵 |
| 兵       | 中兵     | 陸軍中兵 |              | 陸軍軍需中兵 |              | 陸軍療工中兵 | 陸軍衛生中兵 |              |              |              |              | 陸軍軍楽中兵 |
| 兵       | 少兵     | 陸軍少兵 |              | 陸軍軍需少兵 |              | 陸軍療工少兵 | 陸軍衛生少兵 |              |              |              |              | 陸軍軍楽少兵 |

満洲国軍では軍官学校（日本の士官学校に相当）を卒業後、まず少尉に任官する。少尉を満2年で中尉、中尉を満2年で上尉、上尉を満3年で少校、少校を満3年で中校、中校を満3年で上校、上校を4年で少将、少将を3年で中将、中将を4年で上将へとそれぞれ昇進していく。上将は軍の最高位であり、終身職でもある。
上将の上には日本の元帥府に相当する将軍府が設置されており、これは名誉称号である。1934年（康徳元年）の「将軍設置令」（康徳元年11月15日勅令第159号）第1條「陸海軍上将ニシテ歴官有年勲積卓著ナル者ニハ特ニ将軍ノ称号ヲ勅授ス」により、張景恵、張海鵬、于芷山、吉興の4人に「将軍」の称号が与えられた。

### 肩章
肩章は「陸軍服制」（大同元年12月28日軍令第9号）中の「肩章様式表」で制定された。当初は地質が徽章絨緋絨で、線章は銀地に金線、星章は金属星章（兵は黄色絨星章）だったが、1937年（康徳4年）の陸軍服制中改正ノ件（康徳4年5月12日勅令第85号）で、地質が濃鳶色絨（中国語表記では深紫紅色）に改正された。大元帥たる満洲国皇帝の肩章は「陸軍式及海軍式御服制式」（康徳元年12月24日帝室令第15号）で、金色金属製蘭花紋章及び金色金属製星章各3個を附す（通常礼装の場合）、天皇の大元帥肩章（金色菊花紋章及び金色星章各3個）と同様式で制定された。
| 区分 | 皇帝   | 軍官     | 軍官 | 軍官 | 軍官 | 軍官 | 軍官 | 軍官 | 軍官 | 軍官 | 軍官 |
| 区分 | 皇帝   | 将官     | 将官 | 将官 | 将官 | 校官 | 校官 | 校官 | 尉官 | 尉官 | 尉官 |
| 位階 | 大元帥 | 将軍上将 | 上将 | 中将 | 少将 | 上校 | 中校 | 少校 | 上尉 | 中尉 | 少尉 |
| ---- | ------ | -------- | ---- | ---- | ---- | ---- | ---- | ---- | ---- | ---- | ---- |
| 肩章 |        |          |      |      |      |      |      |      |      |      |      |

| 区分 | 軍士   | 軍士   | 軍士   | 軍士   | 兵   | 兵   | 兵   |
| 区分 | 准尉官 | 下士官 | 下士官 | 下士官 | 兵   | 兵   | 兵   |
| 位階 | 准尉   | 上士   | 中士   | 少士   | 上兵 | 中兵 | 少兵 |
| ---- | ------ | ------ | ------ | ------ | ---- | ---- | ---- |
| 肩章 |        |        |        |        |      |      |      |

#### 満洲国海軍

##### 1934年（康徳元年）
帝政移行後の1934年（康徳元年）、海軍武官及兵ノ等級ニ関スル件（康徳元年4月19日勅令第28号）が制定され、海軍武官及び兵の等級が定められた。満洲国陸軍とは若干異なり、軍官及び佐官を士官、准士官、軍士官に分けた。士官を将官、校官、尉官の三等に分け、各等を上中少の三級に分けた。満洲国陸軍では准士官は「准尉」と称したが、満洲国海軍では「士長」と称した。軍士は上士、中士、少士の三級に分け、兵は上兵、中兵、少兵、練兵の四級に分けた。
| 科別   | 科別 |      | 兵科         | 輸機科       |      | 軍医科       | 軍需科       | 造修科       | 軍楽科       |
| ------ | ---- | ---- | ------------ | ------------ | ---- | ------------ | ------------ | ------------ | ------------ |
| 士官   | 将官 | 軍官 | 海軍上将     |              | 佐官 |              |              |              |              |
| 士官   | 将官 | 軍官 | 海軍中将     | 海軍輸機中将 | 佐官 | 海軍軍医中将 | 海軍軍需中将 | 海軍造修中将 |              |
| 士官   | 将官 | 軍官 | 海軍少将     | 海軍輸機少将 | 佐官 | 海軍軍医少将 | 海軍軍需少将 | 海軍造修少将 |              |
| 士官   | 校官 | 軍官 | 海軍上校     | 海軍輸機上校 | 佐官 | 海軍軍医上校 | 海軍軍需上校 | 海軍造修上校 |              |
| 士官   | 校官 | 軍官 | 海軍中校     | 海軍輸機中校 | 佐官 | 海軍軍医中校 | 海軍軍需中校 | 海軍造修中校 |              |
| 士官   | 校官 | 軍官 | 海軍少校     | 海軍輸機少校 | 佐官 | 海軍軍医少校 | 海軍軍需少校 | 海軍造修少校 |              |
| 士官   | 尉官 | 軍官 | 海軍上尉     | 海軍輸機上尉 | 佐官 | 海軍軍医上尉 | 海軍軍需上尉 | 海軍造修上尉 | 海軍軍楽上尉 |
| 士官   | 尉官 | 軍官 | 海軍中尉     | 海軍輸機中尉 | 佐官 | 海軍軍医中尉 | 海軍軍需中尉 | 海軍造修中尉 | 海軍軍楽中尉 |
| 士官   | 尉官 | 軍官 | 海軍少尉     | 海軍輸機少尉 | 佐官 | 海軍軍医少尉 | 海軍軍需少尉 | 海軍造修少尉 | 海軍軍楽少尉 |
| 准士官 | 士長 | 軍官 | 海軍甲板士長 | 海軍輸機士長 | 佐官 | 海軍看護士長 | 海軍軍需士長 |              | 海軍軍楽士長 |
| 軍士官 | 上士 | 軍官 | 海軍甲板上士 | 海軍輸機上士 | 佐官 | 海軍看護上士 | 海軍軍需上士 |              | 海軍軍楽上士 |
| 軍士官 | 中士 | 軍官 | 海軍甲板中士 | 海軍輸機中士 | 佐官 | 海軍看護中士 | 海軍軍需中士 |              | 海軍軍楽中士 |
| 軍士官 | 少士 | 軍官 | 海軍甲板少士 | 海軍輸機少士 | 佐官 | 海軍看護少士 | 海軍軍需少士 |              | 海軍軍楽少士 |
| 兵     | 上兵 | 兵   | 海軍甲板上兵 | 海軍輸機上兵 | 兵   | 海軍看護上兵 | 海軍軍需上兵 |              | 海軍軍楽上兵 |
| 兵     | 中兵 | 兵   | 海軍甲板中兵 | 海軍輸機中兵 | 兵   | 海軍看護中兵 | 海軍軍需中兵 |              | 海軍軍楽中兵 |
| 兵     | 少兵 | 兵   | 海軍甲板少兵 | 海軍輸機少兵 | 兵   | 海軍看護少兵 | 海軍軍需少兵 |              | 海軍軍楽少兵 |
| 兵     | 練兵 | 兵   | 海軍甲板練兵 | 海軍輸機練兵 | 兵   | 海軍看護練兵 | 海軍軍需練兵 |              | 海軍軍楽練兵 |

##### 1937年（康徳4年）
1937年（康徳4年）の海軍武官及兵ノ等級ニ関スル件中改正ノ件（康徳4年3月18日勅令第37号）により、満洲国陸軍に合わせて海軍士官（軍官及び軍佐）は将官、校官、尉官のみとし、軍士官を下士官に改称した。准士官については「士長」と同列で「尉補」の階級を制定した。また、軍医科の階級を軍医、司薬、医務に分割した。
| 科別   | 科別 |              | 兵科         | 輸機科       |      | 軍医科       | 軍医科       | 軍医科       | 軍需科       | 造修科       | 軍楽科       |
| ------ | ---- | ------------ | ------------ | ------------ | ---- | ------------ | ------------ | ------------ | ------------ | ------------ | ------------ |
| 将官   | 上将 | 軍官         | 海軍上将     |              | 軍佐 |              |              |              |              |              |              |
| 将官   | 中将 | 軍官         | 海軍中将     | 海軍輸機中将 | 軍佐 | 海軍軍医中将 | 海軍軍需中将 | 海軍造修中将 |              |              |              |
| 将官   | 少将 | 軍官         | 海軍少将     | 海軍輸機少将 | 軍佐 | 海軍軍医少将 | 海軍軍需少将 | 海軍造修少将 |              |              |              |
| 校官   | 上校 | 軍官         | 海軍上校     | 海軍輸機上校 | 軍佐 | 海軍軍医上校 | 海軍司薬上校 | 海軍軍需上校 | 海軍造修上校 |              |              |
| 校官   | 中校 | 軍官         | 海軍中校     | 海軍輸機中校 | 軍佐 | 海軍軍医中校 | 海軍司薬中校 | 海軍軍需中校 | 海軍造修中校 |              |              |
| 校官   | 少校 | 軍官         | 海軍少校     | 海軍輸機少校 | 軍佐 | 海軍軍医少校 | 海軍司薬少校 | 海軍医務少校 | 海軍軍需少校 | 海軍造修少校 | 海軍軍楽少校 |
| 尉官   | 上尉 | 軍官         | 海軍上尉     | 海軍輸機上尉 | 軍佐 | 海軍軍医上尉 | 海軍司薬上尉 | 海軍医務上尉 | 海軍軍需上尉 | 海軍造修上尉 | 海軍軍楽上尉 |
| 尉官   | 中尉 | 軍官         | 海軍中尉     | 海軍輸機中尉 | 軍佐 | 海軍軍医中尉 | 海軍司薬中尉 | 海軍医務中尉 | 海軍軍需中尉 | 海軍造修中尉 | 海軍軍楽中尉 |
| 尉官   | 少尉 | 軍官         | 海軍少尉     | 海軍輸機少尉 | 軍佐 | 海軍軍医少尉 | 海軍司薬少尉 | 海軍医務少尉 | 海軍軍需少尉 | 海軍造修少尉 | 海軍軍楽少尉 |
| 准士官 | 尉補 |              | 海軍甲板尉補 | 海軍輸機尉補 |      |              |              | 海軍医務尉補 | 海軍軍需尉補 |              | 海軍軍楽尉補 |
| 准士官 | 士長 | 海軍甲板士長 | 海軍輸機士長 |              |      | 海軍看護士長 | 海軍軍需士長 |              | 海軍軍楽士長 |              |              |
| 下士官 | 上士 | 海軍甲板上士 | 海軍輸機上士 |              |      | 海軍看護上士 | 海軍軍需上士 |              | 海軍軍楽上士 |              |              |
| 下士官 | 中士 | 海軍甲板中士 | 海軍輸機中士 |              |      | 海軍看護中士 | 海軍軍需中士 |              | 海軍軍楽中士 |              |              |
| 下士官 | 少士 | 海軍甲板少士 | 海軍輸機少士 |              |      | 海軍看護少士 | 海軍軍需少士 |              | 海軍軍楽少士 |              |              |
| 兵     | 上兵 | 海軍甲板上兵 | 海軍輸機上兵 |              |      | 海軍看護上兵 | 海軍軍需上兵 |              | 海軍軍楽上兵 |              |              |
| 兵     | 中兵 | 海軍甲板中兵 | 海軍輸機中兵 |              |      | 海軍看護中兵 | 海軍軍需中兵 |              | 海軍軍楽中兵 |              |              |
| 兵     | 少兵 | 海軍甲板少兵 | 海軍輸機少兵 |              |      | 海軍看護少兵 | 海軍軍需少兵 |              | 海軍軍楽少兵 |              |              |
| 兵     | 練兵 | 海軍甲板練兵 | 海軍輸機練兵 |              |      | 海軍看護練兵 | 海軍軍需練兵 |              | 海軍軍楽練兵 |              |              |

## 変遷

### 満洲国軍創設当時（1932年4月）
1932年（大同元年）4月15日公布の「陸海軍條例」（大同元年4月15日軍令第1号）により、満洲国の国軍が創設された。当初は当時の奉天軍閥の軍に日本軍から派遣された満洲国軍軍事顧問を据えただけの構成であり、その主要任務は「國内ノ治安竝ニ邊境及江海ノ警備」（陸海軍條例第1條）であった。
また、同年9月15日締結の「日満議定書」には、満洲国の国防を満洲と日本の共同で担うべく、日本軍（ここでは関東軍）の駐屯を公式に認めている。これによって「関東軍」と「関東軍の支援軍としての満洲国軍」が公式に成立した事になる。このように満洲国はその防衛のほとんどを日本軍が担っていた。

#### 部隊構成
「各警備司令担任区域ヲ規定スル件」（大同元年4月15日軍令第2号）により、洮遼警備司令官及び各省警備司令官の担任区域とその指揮に属する軍が規定された。部隊構成は下記の通り。洮遼警備司令官担任区域を除き、それまでの軍閥の配置をそのまま踏襲している部分もある。
- 軍政部（兵数：130人）

中央で軍政を掌握していた部局
- 洮遼警備軍（兵数：16,200人）

担当区域：通遼県、奉平県、昌図県、梨樹県、懐徳県、双山県、遼源県、開通県、膽楡県、安広県、鎮東県、洮安県、洮南県、秦来県、突泉県の東半部、景星県の西南半部
（新京の西側、北はチチハルの南側、南は奉天の北側までを管轄していた）
その指揮に属する軍隊：旧張海鵬軍
- 奉天省警備軍（兵数：17,153人）

担当区域：洮遼警備司令官の担当区域以外の奉天省
その指揮に属する軍隊：現に奉天省に駐在する軍隊中、新たに洮遼警備司令官の指揮に属する軍隊以外の全部
- 吉林省警備軍（兵数：44,692人）

担当区域：吉林省
その指揮に属する軍隊：現に吉林省に駐在する軍隊
- 黒龍江省警備軍（兵数：43,485人）

担当区域：黒龍江省（秦来県及び景星県の西南半部を除く）
その指揮に属する軍隊：現に黒龍江省に駐在する軍隊（張海鵬軍を除く）
- 興安省警備軍（兵数：12,921人）

担当区域：興安省
1932年（大同元年）5月、内蒙古自治軍から改編・設置
- 江防艦隊（兵数：392人）

担当区域：黒龍江（アムール川）・烏蘇里江（ウスリー川）といった国境河川部、及び渤海沿岸
なお、上記部隊の要員数は1932年（大同元年）9月時点のものであり、満洲国軍政部最高顧問の多田駿少将が陸軍省に宛てた報告書に従った。

#### 日系軍官
満洲国軍には創設当初から日本人が顧問、教官として所属していた。軍事顧問以外の部隊長等にも日本軍から転籍してきた日系軍官が配されることがあった。
顧問の中に、1928年（昭和3年/民国17年）の張作霖爆殺事件の首謀者である東宮鉄男大尉（当時）の名が見られる。

#### 海軍兵力
起源は1932年（民国21年）2月に発足した江防艦隊。陸軍として編成された軍閥が所有していた5隻の軍艦（小型の砲艦・警備艇）を編成したものだった。1932年（大同元年）4月15日公布の「陸海軍條例」（大同元年4月15日軍令第1号）により、満洲国海軍に編入。当初は主に河川部の国境警備を担当していたため、河川が凍結する冬季には、海軍兵も上陸して陸戦隊として勤務していた。1934年（康徳元年）11月の江防艦隊令（康徳元年11月24日軍令第8号）により正式に満洲国の江防艦隊が発足した。軍事顧問として満洲駐在の日本海軍である駐満海軍部が支援していたが、その後、日本海軍は江防艦隊から手を引き、海辺警察隊（後に海上警察隊へ改称）の支援に回ったため、1939年（康徳6年）2月の陸海軍條例中改正ノ件（康徳6年2月17日軍令第2号）により、江上軍と名を改めて陸軍の一部隊となった。但し、海軍ノ軍令ヲ援用スルノ件（康徳6年2月17日軍令第1号）により、陸軍の本務及び法令に抵触しない条項に限り、海軍の軍令は江上軍に関して一律に援用された。
このため、実質的な海上兵力は海辺警察隊が担っており、独自の航空隊も存在した。主力艦船は「海威」級で、日本海軍の駆逐艦「樫」が引き渡されたものである。この海辺警察隊は領海警備・密輸取締りなど沿岸警備隊的な組織であるが、終始日本海軍が支援しており、士官・技術者・航空隊パイロットは日本海軍出身の日本人が多かった。このように、海辺警察隊は沿岸警備隊というよりは海軍としての性格が強かった。
こうした状況の原因は、黄海以上に黒龍江等のソ連方面の河川が生命線と考えられていたこと、指導・支援の立場にあった関東軍と駐満海軍部の利害関係の対立があったこと等といわれる。

### 軍備拡大期（1935年頃）
満洲国はその最初の5年間（日中戦争開始まで）は国家としての体制作りの時期であり、満洲国軍についても随時増強が進められていた。

#### 海軍兵力の補充
- 1934年（康徳元年）9月 - 日本製の順天級砲艦「順天」「養民」を配備。
- 1935年（康徳2年）9月 - 日本製の定辺級砲艦「定辺」「親仁」を配備。

#### 陸軍の組織改編
当初の軍編成がそれまでの軍閥のテリトリーそのままであったこともあり、1934年（康徳元年）7月の陸海軍條例中改正ノ件（康徳元年7月26日軍令第6号）により、満洲国の行政区画に沿って陸軍の再編成を実施した。
- 第一軍管区（兵数：12,321人）、第一軍管区司令官（陸軍上将：于芷山）
- 第二軍管区（兵数：13,185人）、第二軍管区司令官（陸軍上将：吉興）
- 第三軍管区（兵数：13,938人）、第三軍管区司令官（陸軍中将：張文鑄）
- 第四軍管区（兵数：17,827人）、第四軍管区司令官（陸軍上将：于琛澂、兼北満鉄路護路軍総司令）
- 第五軍管区（兵数：09,294人）、第五軍管区司令官（陸軍上将：張海鵬）
- 興安東警備軍（兵数：929人）
- 興安西警備軍（兵数：858人）
- 興安南警備軍（兵数：1,052人）
- 興安北警備軍（兵数：656人）
- 江防艦隊（兵数：719人）

#### 飛行隊の創設
1937年（康徳4年）に飛行隊を創設。

### 日中戦争開始後（1937年以降）
日中戦争が全面戦争になった後、日本陸軍は関東軍将兵を続々と支那派遣軍へ異動させ、中国の戦場（この場合は山海関以南の戦場）に投入した。このため、従来のように「関東軍を主軸とした国防」構想から満洲国軍は「自力での国防」に方針を転換していった。

#### 国兵法制定（1940年）
一般的にいう「徴兵制」の施行である。国内の20歳から23歳の男子を3年間軍務につかせて軍事訓練を施し、補充工兵、堡塁の構築、あるいは地方警察の補助等を行わせた。毎年春に20万人を招集し、軍務不適応とみなされた者は土木工事等3年間の勤労奉仕をさせた。

#### 軍官学校
1939年（康徳6年）には、新京特別市に陸軍軍官学校が設立され、将校養成を担った。満系生徒のほか、日系生徒（ここでは内地人の他に朝鮮人、台湾人も含まれる）も入学した。第1期入学生徒中で日系生徒は172名にも上る。
朝鮮人の受験生に対しても優遇措置が取られていた。後に韓国大統領になった朴正煕は、国民学校訓導であった23歳当時に、資格年齢が16歳以上19歳以下である満洲国軍官学校の願書を提出し、2度資格不足で受験できなかったが、3度目には、志願書とともに「日本人として恥ぢざるだけの精神と氣魄とを以て一死御奉公の堅い決心でございます」などと記した血書を提出したため、特別に日系枠の採用試験の受験が許可され、合格・任官している。
地理的な近さから軍官学校生徒には朝鮮人が少なくなかった。彼らの多くは第二次世界大戦後に創設された韓国軍に入隊し、日本陸軍出身者と共に韓国軍の基幹となる。また大統領となった朴正煕や国会議長・国務総理などを歴任した丁一権など、政治家として活躍した人物もいる。
軍官学校出身者の中には、既に中国共産党の情報員である呂殿元を中心に満洲からの日本の勢力の排除と主権回復を目指す秘密結社「東三省主権領土恢復会」を結成する者もいた。結社に参加した卒業生は、全員前線ではなく江上軍に配属されたが、彼らは江上軍の将兵を感化したため、江上軍は終戦直前に日本人将校を殺害して解散した。

#### 軍医学校
また、当時の満洲では医師の養成機関が満洲医科大学のみで、軍医の不足が著しかったため、満洲国軍医学校も設立されている。これは日本の陸軍軍医学校とは違い、中等教育修了者を入学させて医学教育を施し、4年後に軍医少尉に任官させるものであり、内地における医学専門学校に近似するものであった。この建学思想は第二次世界大戦後の防衛医科大学校にも引き継がれている。

### 太平洋戦争開始後
1941年（康徳8年）12月の太平洋戦争（大東亜戦争）勃発後、関東軍は続々と南方に引き抜かれ弱体化していった。それに反比例して、満洲国軍の規模は拡大していった。1944年（康徳11年）には、鉄道警護隊が編入されて鉄道警護軍に改称された。
1945年（康徳12年）4月には、軍事部顧問による蒙古軍以外の騎兵隊を歩兵に改め、31個の工兵隊と17個の自動車隊を新設する、機関銃・大砲などの重火器を関東軍に引き渡す、通信権を剥奪するといった改革案が提出されたが、満洲国軍を本格的に関東軍の補助戦力に位置づけるものだった。6月には、軍事部大臣邢士廉から、各軍管区を関東軍の各方面軍の指揮下に置く命令が出された。解散直前の段階で、満洲国軍の総兵力は「満洲国陸軍指導要綱」の6万人を2倍以上超える15万人にまで膨れ上がっていた。

### 解散
1945年（康徳12年）8月9日、日ソ中立条約を破棄した赤軍（ソ連軍）が対日参戦すると、満洲国軍も関東軍とともに満洲国の防衛に従事することになったが、満洲国軍の士気は低く、脱走や反乱が相次いだ。第四軍管区は7月に将兵を日本側の傘下に置き、4,000人が哈爾浜で戦車壕を構築していたが、8月15日の玉音放送に伴い、司令官の李文竜ら将兵が自発的に武装解除してソ連軍に投降した。第十軍管区は、興安嶺に移動してソ連軍の進行を食い止めるよう命じられたが、指揮官の郭文林中将と参謀たちが話し合って、8月10日に新泥河でソ連軍に投降することにした。すると、11日朝に部隊にいた日本人将兵と軍属が「なぜかは分からないが」発砲してきたため、反撃して射殺した。第十軍管区は12日午前10時にソ連軍に投降した。江上軍は、江上軍の司令部が緊急会議を行っている間に武装蜂起を起こし、日本人将兵を殺害、8月16日に「東北国民第一軍」に改称して解散した。親日的と見られていた興安軍官学校生徒隊も、日系軍官を殺害して逃亡した。
ソ連対日参戦の時点で、満洲国軍は事実上解体状態に陥っていった。8月11日に満洲国政府が新京から通化に移動したため、軍事部次長の真井鶴吉中将を総指揮官とした前線指揮所が残存部隊を率いて、機密文書の焼却と新京東南部の防衛を行った。14日の夜に前線指揮所も通化に移動する予定だったが、翌15日正午に重大放送があるので待機するよう命令があったため新京に留まった。その日の夜、近衛兵である禁衛隊のうち、樵銘遠が率いる部隊が日本人将校を射殺するという事件が起きた。樵銘遠が率いる部隊は新京を脱出した後、16日に新京に戻って「長春警備司令部」を名乗り、無断で布告を出して治安維持を行った。8月15日の玉音放送以降は、新京市内で抵抗を続ける日本軍と満洲国軍の間で銃撃戦が勃発し、兵士の中には徽章を外したり軍服を脱ぎ捨てる者もいた。
1945年（康徳12年）8月18日（日本の降伏の3日後）に皇帝溥儀が退位を宣言し、満洲国が解散したことで、満洲国軍も同月20日に正式に解散された。満洲国軍の要人の多くは、19日に新京に到着したソ連軍空挺部隊の捕虜となった後、中華人民共和国に引き渡され、撫順戦犯管理所に収監された。構成員はソ連撤退後に国共内戦が発生した際に、多くが人民解放軍に編入され、一部は国民党軍にも編入された。

## 国軍としての実態
多くの民族で構成され、拡充が進められた満洲国軍ではあったが、事実上関東軍の支配下にあった。日本との共同防衛のために用語の日本との統一が図られ、1940年（康徳7年）から号令の全部が日本語になり、命令・指示もできるだけ日本語で行うことが推進された。兵器の名も日本語で呼んだ。公文書も日本語で、一部に満洲語（中国語）を併用した。
こうした実態に不満を持つ軍人が多く、離反者は後を絶たなかった。1936年（康徳3年）1月の金廠溝事件や、ノモンハン事件での石蘭支隊歩兵第14団第1営による反乱事件が起こっている。1945年8月、第二次世界大戦末期にソ連軍が侵攻してくると反乱や命令拒否、無断離隊（逃亡）する将兵やソ連軍に投降する者が相次いだ。
一方で、朝鮮を統治した日本の影響下にあり「大日本帝国と不可分的関係を有する独立国家」だった満洲国軍出身者が韓国軍の基幹を構成し、政治的にも影響力を行使した事を問題視する声も以前より存在している。2005年8月29日、反民族特別法によって民族問題研究所と親日人名辞典編纂委員会が発表した親日人名辞典名簿3090人のなかに満洲国軍将校の勤務歴のある朝鮮人が親日派としてリストアップされた。
- 白善燁（朝鮮人）：1941年（康徳8年）奉天軍官学校卒業。中尉として終戦を迎える。後に韓国陸軍参謀総長、韓国陸軍で最初の大将となる。
- 朴正煕（朝鮮人）：1940年（康徳7年）4月に新京の陸軍軍官学校に入学（2期生）、1942年（康徳9年）に首席卒業。1942年（昭和17年）10月に日本の陸軍士官学校（57期）に派遣され、1944年（昭和19年）4月に卒業。中尉として終戦を迎える。後に韓国大統領となる。

## 戦役
満洲国軍が参戦した戦役。
- 1933年（大同2年）：熱河作戦
- 1935年（康徳2年） - 1940年（康徳7年）：対ソ連・モンゴル国境紛争
  - 1935年（康徳2年）：哈爾哈廟事件
  - 1935年（康徳2年） - 1936年（康徳3年）：オラホドガ事件
  - 1936年（康徳3年）：タウラン事件
  - 1937年（康徳4年）：乾岔子島事件
  - 1939年（康徳6年）：ノモンハン事件
- 1937年（康徳4年） - 1945年（康徳12年）：日中戦争
- 1941年（康徳8年） - 1945年（康徳12年）：太平洋戦争
- 1945年（康徳12年）：ソ連対日参戦

## 軍旗

?軍旗および江防艦隊（海軍）の軍艦旗
皇帝旗
大臣旗
海軍上将旗
海軍中将旗
海軍少将旗
海軍代将旗
海軍先任旗
当直旗
軍用船旗
国章（高粱紋章）
満洲国飛行隊の国籍マーク